# Nijni-Noiber
Nijni-Noiber (en rus: Нижний-Нойбер) és un poble de la república de Txetxènia, a Rússia, segons el cens del 2022 tenia 8.737 habitants.